# Streamline
Streamline (bra: Linhas Opostas) é um filme escrito e dirigido por Tyson Wade Johnston, sua estreia na direção. Foi lançado em 19 de agosto de 2021 no Festival Internacional de Cinema de Melbourne (MIFF), nos cinemas, foi lançado em 2 de setembro de 2021, pela Umbrella Entertainment. No Brasil, foi lançado como um título exclusivo do serviço de streaming Looke em 11 de agosto de 2022.

## Sinopse
O filme segue a história de um nadador adolescente (Levi Miller), que enfrenta problemas após o pai (Jason Isaacs) sair da cadeia.

## Elenco
- Levi Miller
- Jason Isaacs

## Produção
O filme foi vendido no American Film Market pela Arclight Films. Para a construção do personagem, Levi Miller contou com a consultoria do campeão olímpico Ian Thorpe.

## Recepção
No site agregador de críticas Rotten Tomatoes, 75% das 20 avaliações dos críticos são positivas.
Luke Buckmaster no The Guardian chamou de um "filme de natação emocionalmente envolvente que quebra o molde do filme de esportes". Em sua crítica para o The Curb, Andrew F. Peirce disse que "Streamline é uma conquista impressionante e imponente de Tyson Wade Johnston, que será marcada como uma virada na carreira duradoura de Levi Miller, um possível ponto crucial que provavelmente o guiará para desempenhos mais maduros." Doug Jamieson, em sua crítica para o The Jam Report disse que é "um dos melhores filmes australianos do ano."